# Windsor Spitfires
Windsor Spitfires är ett juniorhockeylag i Ontario Hockey League. Klubben spelar i Windsor i delstaten Ontario, Kanada.
Klubben har producerat spelare som Jason Spezza, Cory Stillman, Ed Jovanovski, Taylor Hall, Mike Rupp, Matt Cooke och Kyle Wellwood.

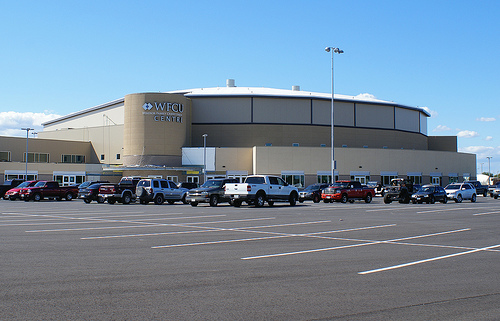
WFCU Centre